# Beginners
Beginners (Beginners, así se siente el amor en Hispanoamérica) es una película de estilo comedia romántica estadounidense con elementos de drama, escrita y dirigida por Mike Mills, desarrollada y estrenada en 2010. Cuenta la historia de Oliver (Ewan McGregor), un hombre que reflexiona sobre la vida y la muerte de su padre (Christopher Plummer) al tratar de forjar una nueva relación romántica con una mujer.
El filme se estrenó en el Festival Internacional de Cine de Toronto; al mismo tiempo que en Los Ángeles se anunció como "una película embriagadora y sincera" con un elenco que tiene "un fuerte sentido de responsabilidad para con sus contrapartes del mundo real".
Christopher Plummer recibió numerosos galardones, entre ellos el Premio Óscar 2011 al Mejor Actor de reparto, por su papel.

## Trama
La película está estructurada como una serie de interconexiones de flashbacks. Tras la muerte de su padre Hal, Oliver reflexiona sobre su relación con éste y la muerte de su madre, Georgia. Poco después de la muerte de ella, Hal había hecho pública su homosexualidad a su hijo (Oliver) y comenzó a explorar este aspecto de su vida. Hal encuentra un novio, Andy, y se rodea de un círculo de amigos homosexuales. En el ínterin, a Hal se le diagnostica un cáncer terminal. Después de una larga enfermedad, en la que Oliver ayuda a cuidar de él, Hal muere.
Varios meses después de la muerte de Hal, en una fiesta, Oliver conoce a Anna, una actriz francesa, con quien comienza una relación. Las sensaciones no resueltas de Oliver en torno a la muerte de su padre y de la vida de sus padres juntos, junto con sentimientos encontrados de Ana acerca de su padre emocionalmente inestable, en un principio, interfieren en su relación, pero, pese a todo, están decididos a permanecer juntos.

## Reparto
- Ewan McGregor como Oliver
- Keegan Boos como Oliver de joven
- Christopher Plummer como Hal, el padre de Oliver.
- Mélanie Laurent como Anna, una actriz francesa con la que Oliver comienza una historia de amor.
- Goran Višnjić como Andy, la pareja de Hal.
- Kai Lennox como Elliot, el mejor amigo de Oliver y compañero de trabajo.
- Mary Page Keller como Georgia, la madre de Oliver.
- China Shavers, como Shauna, amiga de Oliver y compañera de trabajo.
- Lou Taylor Pucci, como El Mago.
- Cosmo como Arthur, el perro de Hal y Oliver.

## Producción
La película está basada en la verdadera vida del padre de Mills, quien se declaró gay a la edad de 75 años, cinco años antes de su muerte.
El filme se realizó con el montaje de Kasper Tuxen, y se filmó con la cámara digital Red One.

## Recepción
La película ha recibido críticas positivas luego de su estreno. En Metacritic, que asigna una normalizada calificación de 100 puntos a partir de las opiniones de críticos establecidos, Beginners recibió una media de puntuación de 81, basado en 36 comentarios, lo que indica "críticas de aclamación universal". Roger Ebert, del Chicago Sun-Times, dijo que la película es una historia que aparece en tres años y medio de cada cuatro, y agrega: "Es una fábula optimista con gran fuerza y un estilo alegre que sólo se ve en los niños". Allrovi ( All Media Guide ) lo llamó "un drama que realza la vida y que aparece sólo en cuatro años y medio de cada cinco".

### Premios
Beginners ganó el Premio Gotham 2011 a la mejor película, compartido con "El árbol de la vida". Christopher Plummer, ganó un Globo de Oro al Mejor Actor de Reparto de Película en 2012, y el Premio de la Crítica del Festival de Cine de Denver - Premio de la Asociación de Críticos Cinematográficos de Los Ángeles, el Consejo Nacional de la Crítica y el Premio de Críticos de Cine Online, todo al Mejor Actor Secundario.
La película está nominada para el Premio Satellite al mejor actor secundario (Christopher Plummer) y también está nominado a los Premios Independent Spirit al Mejor Director, Mejor Guion y Mejor actor de reparto. En los 84° Premios de la Academia (2011), Christopher Plummer ganó el Premio al Mejor Actor Secundario.